# Acleisanthes purpusiana
Acleisanthes purpusiana är en underblomsväxtart som först beskrevs av Anton Heimerl, och fick sitt nu gällande namn av R.A.Levin. Acleisanthes purpusiana ingår i släktet Acleisanthes och familjen underblomsväxter. Utöver nominatformen finns också underarten A. p. marshii.